# Przewodowo Parcele (gromada)
Przewodowo Parcele (pisownia bez łącznika) – dawna gromada, czyli najmniejsza jednostka podziału terytorialnego Polskiej Rzeczypospolitej Ludowej w latach 1954–1972.
Gromady, z gromadzkimi radami narodowymi (GRN) jako organami władzy najniższego stopnia na wsi, funkcjonowały od reformy reorganizującej administrację wiejską przeprowadzonej jesienią 1954 do momentu ich zniesienia z dniem 1 stycznia 1973, tym samym wypierając organizację gminną w latach 1954–1972.
Gromadę Przewodowo Parcele z siedzibą GRN w Przewodowie Parcelach (w obecnym brzmieniu Przewodowo-Parcele) utworzono – jako jedną z 8759 gromad na obszarze Polski – w powiecie pułtuskim w woj. warszawskim, na mocy uchwały nr VI/10/17/54 WRN w Warszawie z dnia 5 października 1954. W skład jednostki weszły obszary dotychczasowych gromad Gromin, Łady-Krajęczyno, Przewodowo-Majorat, Przewodowo Poduchowne, Przewodowo Nowe, Przewodowo Parcele, Pękowo i Zalesie-Lenki ze zniesionej gminy Kozłowo oraz obszar dotychczasowej gromady Sisice ze zniesionej gminy Winnica w tymże powiecie. Dla gromady ustalono 15 członków gromadzkiej rady narodowej.
29 lutego 1956 do gromady Przewodowo Parcele przyłączono wieś Kęsy Pańki z gromady Gąsiorowo w tymże powiecie.
Według wykazów z 1956 i 1960, siedziba GRN gromady Przewodowo Parcele znajdowała się w Sisicach.
31 grudnia 1959 do gromady Przewodowo Parcele przyłączono wsie Wypychy i Tąsewy ze znoszonej gromady Gąsiorowo w tymże powiecie.
1 stycznia 1959 z gromady Przewodowo Parcele wyłączono obszar lasów (leśnictwa Bulkowo) o powierzchni 700 ha, włączając go do gromady Winnica w tymże powiecie.
31 grudnia 1961 gromadę zniesiono, włączając jej obszar do gromady Gzy w tymże powiecie.